# إجناسي ميكيل
إجناسي ميكيل (بالإسبانية: Ignasi Miquel)؛ مواليد 28 سبتمبر 1992 في برشلونة، إسبانيا، هو لاعب كرة قدم إسباني يلعب لنادي ليستر سيتي ومنتخب إسبانيا لكرة القدم فئة الشباب كمدافع.

## روابط خارجية
- إجناسي ميكيل على موقع الاتحاد الأوربي (الإنجليزية)
- إجناسي ميكيل على موقع قاعدة بيانات كرة القدم.إي يو (الإنجليزية)
- إجناسي ميكيل على موقع Soccerbase.com (لاعب) (الإنجليزية)
- إجناسي ميكيل على موقع Soccerway.com (الإنجليزية)
- إجناسي ميكيل على موقع عالم كرة القدم.نت (الإنجليزية)
- إجناسي ميكيل على موقع AS.com (الإسبانية)